# Conchita (cantante)
María Concepción Mendívil Feito, más conocida como Conchita (Helsinki, 3 de marzo de 1981), es una compositora y cantante española nacida en Finlandia, aunque estuvo muy poco tiempo allí. Pasó sus tres primeros años en Rusia y la mayoría de su niñez en Francia (de ahí que sea bilingüe), donde recibió gran influencia de la música de este país. Más tarde vivió 3 años en Alemania, y con catorce años llegó a España.
Además de su carrera musical en solitario, en enero de 2016 anunció en Facebook el próximo lanzamiento del primer vídeo Deux oiseaux del grupo que ha formado con Pablo Cebrián, Chansons d´hiver, y cuyo repertorio son canciones en francés compuestas y producidas por ellos mismos. Su primer EP salió a la venta el 22 de marzo de 2016 en formato digital.

## Biografía
Se reconoce una apasionada de la música, con un gusto ecléctico (cita como sus principales referencias a Carlos Chaouen, Jorge Drexler, Tontxu, Antonio Vega, Los Piratas, Quique González, Corinne Bailey Rae y clásicos de la música francesa como Édith Piaf). Recuerda que desde los 5 o 6 años hacía canciones y las grababa en un casete de plástico, y más tarde con un piano electrónico de juguete, afición que aumentó desde que a la edad de quince años le regalaron su primera guitarra y empezó a tocarla y a practicar con ella. 
Además de tocar la guitarra y el piano, toca la batería, acompañando en directo a grupos como Tom's Cabin o Luis Ramiro en su gira de 2016.
Conchita participa activamente en todo el proceso de creación de sus álbumes y todo lo que lo rodea (arte, vídeos...). También se involucra en causas solidarias, como su colaboración para la institución del Día del Niño Hospitalizado con la canción Un beso redondo, lanzada como sencillo en 2015 e incluida en su álbum Incendios.
En abril de 2024 se estrena como concursante en Tu cara me suena 11. En julio de 2024, termina como 5.ª finalista de la edición. 

### Carrera en solitario
En el 2000 con 20 años hizo su debut en la Sala Montacargas, a partir de ahí comenzó un recorrido por diferentes salas del circuito musical de Madrid junto al guitarrista Xavier Aguirre.
Se presentó a varios concursos y quedó finalista en el de La Latina. En 2001 grabó sus primeras maquetas, compartiendo escenarios con la nueva generación de cantautores y participando en proyectos colectivos como el de los quince nuevos cantautores, lanzado por el estudio Gran Vía, compaginando todo esto con sus estudios de magisterio de primaria y sus trabajos como profesora particular.
En 2007 ve la luz su primer álbum, editado por EMI, y decidió dedicarse por completo a la música comenzando así su carrera en solitario. 
En 2012 empezó a colaborar con Pablo Cebrián, con el que trabaja desde entonces. En 2014, con Arcadia Music, lanzó el álbum Esto era.
En 2016 Conchita dio un giro a su carrera firmando con el sello discográfico Concert Music Entertainment, de Rafael Casilla, con motivo de la publicación de su quinto álbum, que está también producido por Pablo Cebrián, y que lleva por título Incendios. El primer sencillo se estrenó el 4 de noviembre: "Las ocho y diez", y el segundo sencillo, lanzado en marzo, es "Lo hicimos".

### Chansons d´hiver
En 2016 anunció su andadura con el grupo Chansons d´hiver. Es un proyecto que nació en 2012, junto a Pablo Cebrián, y para el que poco a poco han ido componiendo y grabando canciones, como ella misma anuncia en Facebook: "Desde que tengo uso de razón, siempre quise montar un grupo...y cantar en francés [...] Pero entonces grabando mi tercer disco conocí a Pablo Cebrián, y un día, así sin avisar le dije "Quieres que montemos un grupo tú y yo? Hacemos los temas juntos, y luego yo canto en francés, el grupo se llama "Canciones de invierno", "Chansons d´hiver" lo tengo pensado hace mucho tiempo...quieres?" Y sin pensarlo me dijo que sí".

## Discografía

### Álbumes de estudio
| Año  | Álbum                                |
| ---- | ------------------------------------ |
| 2007 | Nada más                             |
| 2009 | 4.000 palabras                       |
| 2010 | Tocando madera (EP)                  |
| 2012 | Zapatos nuevos                       |
| 2014 | Esto era                             |
| 2016 | Prologue (EP), como Chansons d'hiver |
| 2016 | Incendios                            |
| 2017 | Incendios (reedición)                |
| 2021 | La orilla                            |
| 2023 | La bola de nieve                     |

#### 2007–2008:Nada más
El año 2006 es fundamental en su corta carrera: una de su maquetas llega a la discográfica Nena Music, que le ofrece grabar su primer disco, que fue producido por Juan Luis Giménez y con colaboración de Antonio Vega en uno de los temas.
El disco sale en febrero de 2007 con el título de Nada más y la artista realiza una amplia gira de presentación. Entró en la lista de los más vendidos del país en su primera semana de lanzamiento. En 2008 consiguió ser disco de platino, superando las 100.000 copias vendidas.
La gira de conciertos continuó hasta octubre de 2008, mes en el que la compositora viajó a México para presentar su disco nuevo.

#### 2009:4.000 palabras
Su segundo trabajo, titulado 4.000 palabras, se publicó el 10 de marzo de 2009. Contiene catorce canciones, incluyendo una canción extra en la edición digital, todas compuestas, letra y música, por Conchita, y producidas de nuevo por Juan Luis Giménez. El primer sencillo fue la canción "Cuéntale".
Este disco vendió 50.000 copias.

#### 2010:Tocando madera(EP)
El 12 de noviembre de 2010 Conchita sacó un EP, titulado Tocando madera de forma digital a través de iTunes, incluyendo en él, canciones a dúo como "Tocando madera" con Bebe y "Desde fuera" con Álvaro Urquijo. En total el EP contenía siete canciones.

#### 2012:Zapatos nuevos
El 8 de mayo de 2012 saca al mercado Zapatos nuevos, un disco de aires optimistas y con un sonido diferente a los anteriores del que ella misma dice que "no cambiaría ni una nota". El disco se compone de 11 canciones, todas compuestas por ella, excepto la canción en francés "Dis, quand reviendras-tu?", una versión de la canción original de 1964 de Barbara. El disco está producido por Pablo Cebrián. El primer sencillo de este trabajo es "La guapa de la fiesta". Como segundo sencillo se publicó "Balones por los aires".

#### 2014:Esto era
Con nueva compañía discográfica, Arcadia Music, Conchita lanza el 13 de mayo de 2014 su quinto trabajo, Esto era presentándolo con el sencillo "Tú" y al que siguieron los sencillos "Tralará", "Lo intento" y "Roto". Conchita ha producido el disco, junto con Pablo Cebrián, y ha cuidado de todos los detalles: desde las canciones hasta el arte del disco (realizado por José Luis Serzo), por lo que se convierte en el primer álbum que saca al mercado exactamente como ella quiere: "He hecho todo lo que me daba a mí la gana", consiguiendo un disco cuyo resultado "yo creo que se ve, que está hecho con muchísimo cariño y que si a la gente le llega un poquito de eso, con eso ya me basta". Durante el 2014 y 2015 se dedica a realizar gira para presentar el álbum, incluido un viaje a México en abril y mayo de 2015.

#### 2015:Un beso redondo(Sencillo)
En mayo de 2015, la artista lanzó un nuevo sencillo solidario con el fin de institucionalizar el 13 de mayo como el Día del Niño Hospitalizado. Se trata de una iniciativa de diferentes asociaciones solidarias, como son la Fundación Abracadabra, Aladina, Menudos Corazones, Pequeño Deseo, Theodora, la Asociación Española contra el Cáncer, la Federación Española de Padres de Niños con Cáncer y la Fundación ATRESMEDIA. Todos los ingresos generados por la descarga irán destinados a hacer sonreír a los niños hospitalizados.

#### 2016:Prologue(EP), como Chansons d'hiver
En enero de 2016 Conchita anunció su nuevo proyecto: el grupo Chansons d'hiver formado con Pablo Cebrián. El 22 de marzo de 2016, lanzan su primer EP, Prologue, con 5 canciones, disponible en las plataformas digitales.

#### 2016:Incendios
El 4 de noviembre de 2016 se lanzó el primer sencillo titulado "Las ocho y diez" perteneciente al álbum Incendios, que vio la luz el 2 de diciembre de 2016. Este álbum está producido también por Pablo Cebrián y según Conchita, este disco habla de "crecer, tomar decisiones, salir adelante". El disco cuenta con las colaboraciones de Sergio Dalma, Nach, Luis Ramiro y Santiago Cruz.

#### 2017:Incendios (reedición)
El 13 de octubre de 2017 se publicó la reedición de Incendios, que añade tres temas inéditos. Como novedad, esta reedición se editó en vinilo.

#### 2021:La orilla
Álbum previsto para su lanzamiento en mayo de 2020, pero debido a la pandemia mundial se decidió posponerlo a octubre de ese mismo año. Finalmente, sufrió un nuevo retraso, y vio la luz en febrero de 2021. El disco cuenta con 12 temas, contando en dos de ellos con la colaboración de Pitingo y de Dani Martín.
2023: La bola de nieve
El séptimo disco de estudio de Conchita se lanzó el día 21 de abril de 2023. Cuenta con 10 canciones, entre las cuales se encuentran varios de sus sencillos lanzados previamente al disco, como "Por las veces", "No soy yo, eres tú", "Cupido" o "Cualquier menos yo". Producido por Pablo Cebrián.

### Sencillos
- "No dejes de soñar" (2006)
- "Tres segundos" (2007), perteneciente al álbum Nada más
- "Nada que perder" (2007), perteneciente al álbum Nada más
- "Puede ser" (2008), perteneciente al álbum Nada más
- "Cómo te digo eso" (2008), perteneciente al álbum Nada más
- "Cuéntale" (2009), perteneciente al álbum 4.000 palabras
- "Dónde lo guardo" (2009), perteneciente al álbum 4.000 palabras
- "Tocando madera" (2010), perteneciente al EP Tocando madera
- "La guapa de la fiesta" (2012), perteneciente al álbum Zapatos nuevos
- "Balones por los aires" (2012), perteneciente al álbum Zapatos nuevos
- "No hay más" (2012), perteneciente al álbum Zapatos nuevos
- "Me aburres" (2013), perteneciente al álbum Zapatos nuevos
- "Tú" (2014), perteneciente al álbum Esto era
- "Tralalá" (2014), perteneciente al álbum Esto era
- "Lo intento" (2015), perteneciente al álbum Esto era
- "Un beso redondo" (2015). Sencillo lanzado en plataforma digital.
- "Roto" (2015), perteneciente al álbum Esto era
- "Las ocho y diez" (2016), primer sencillo perteneciente al álbum Incendios, estrenado el 4 de noviembre.
- "Invasiones" (2016)
- "Lo hicimos" (2017), segundo sencillo perteneciente al álbum Incendios, estrenado el 24 de marzo.
- "Voy a estar bien" (2017), tercer sencillo perteneciente al álbum Incendios estrenado el 28 de julio
- "Un camino para volver" (2020). Sencillo homenaje al cantautor y activista LGBT, Andrés Lewin, fallecido en 2017.
- "El viaje" (2020), primer sencillo perteneciente al álbum La orilla.
- "Que merezca la pena" (2020)
- "13 años" (2020)
- "Frena" (2021)
- "Sálvese quien pueda" (2021)
- "Va a pasar" (2022)
- "Cualquier menos yo" (2022)
- "No soy yo, eres tú" (2022)
- "Por las veces" (2023)
- "Cupido" (2023)

### Cantadas por otros
- "Si te vas", compuesta con Pablo Cebrián - primer sencillo del álbum Cadore 33 de Sergio Dalma
- "Contigo en el camino", compuesta con Pablo Cebrián - del álbum Cadore 33 de Sergio Dalma
- "Tú y yo", compuesta con Pablo Cebrián - primer sencillo lanzado el 18 de septiembre de 2015, del álbum Dalma de Sergio Dalma
- "Imaginando", compuesta con Pablo Cebrián - del álbum Dalma de Sergio Dalma.
- "Nada igual a ti", compuesta con Pablo Cebrián]- del álbum Dalma de Sergio Dalma.
- "En otra vida", compuesta con Pablo Cebrián - del álbum Dalma de Sergio Dalma.
- "Volver a comenzar" compuesta con Pablo Cebrián - del álbum Miénteme al oído de Luz Casal.
- "Cicatrizando", compuesta con Pablo Cebrián - del álbum Sentir de Pastora Soler
- "Mi luz", compuesta con Pablo Cebrián - tercer sencillo del álbum Sentir de Pastora Soler
- "Si tú la quieres" compuesta con Pablo Cebrián y David Bisbal - del álbum En tus planes de David Bisbal
- "Si no te vuelvo a ver", sencillo de Rosa López

### Colaboraciones
- "Poemas en el tejado" - con Luis Ramiro
- "Un año sin hablar" - con Logan
- "¿Qué pasa?" - con Marwan
- "Como yo te amo" - con Edu Soto
- "Deseos de cosas imposibles" - con Leire Martínez
- "Desgana" - con Tiza
- "Tocando madera" - con Bebe, sencillo que da título al EP publicado en 2010
- "Desde fuera" - con Álvaro Urquijo, sencillo aparecido en ese mismo EP, Tocando madera
- "Sólo por ti" - con Los Cucas
- "Otra tarde" - con Los Secretos
- "Sin billete de vuelta" - con Lewin
- "El arrepentimiento" - con Luis Ramiro
- "Me da pena" - con Vanesa Martín
- "Roto" - con Lichis, cuarto sencillo del álbum de Conchita Esto era
- "Colibrí" - con Lidia Guevara, grabada en casa de Lidia. Las acompaña a la guitarra Pablo Cebrián
- "Perfecta" - con Luis Ramiro, bonus track del álbum Magia publicado en febrero de 2016. También hace los coros de "Poemas en el tejado", en este mismo álbum de Luis Ramiro
- "Voy a recordarte" - con Isis Cruz, tema extra del álbum de Isis Cruz lanzado en febrero de 2016, y producido por Pablo Cebrián
- "Iluminados" - con Andrés Lewin, tema que abre el disco póstumo de Lewin La tristeza de la vía láctea, lanzado en marzo de 2016
- "Cuando se trata de elegir" - con Sergio Dalma. Vídeo grabado en estudio de la canción incluida en el álbum Incendios.[10]
- "Julieta" - con Siloe 2020
- "Si no te vuelvo a ver" de Rosa López - en donde Conchita participó en el videoclip
- "Una vez más" (2021), dueto con Alex Perea
- "Celebraré" (2021), dueto con Leire Martínez
- "Tralalá" (2022), dueto con Rozalén
- "Puede ser" (2022), dueto con Antílopez
- "Rodeando precipios" (2022), dueto con Ismael Serrano
- "Tres segundos" (2022), dueto con Pedro Guerra

## Proyectos en los que colabora
- Día del niño hospitalizado: 13 de mayo. Iniciativa llevada a cabo por la Fundación Atresmedia junto con otras entidades.[11]
- De mujer a mujer de la Fundación Vicente Ferrer. Concierto en línea con otras 13 mujeres del mundo de la música
- Iniciativa Rebélate contra el dolor, llevada a cabo por el Instituto Mundipharma y la Sociedad Española del Dolor (SED).